# 寄進者オルレアン公ルイ1世のいるゲツセマネの祈り
『寄進者オルレアン公ルイ1世のいるゲツセマネの祈り』（きしんしゃオルレアンこうルイいっせいのいるゲツセマネのいのり、西: La Oración en el huerto con el donante Luis I de Orleans、英: The Agony in the Garden with the Donor Louis I d’Orléans）は、1405-1408年に国際ゴシック様式で描かれたフランスの絵画である。バルト海地域産のオーク板にテンペラ・グラッサ (tempera grassa、油を加えたテンペラ技法) で描かれている。画家については不明であるが、コラール・ド・ラン (1377-1417年5月27日没) の手になる可能性を想起させる。コラールは、オルレアン公ルイ1世 (1372-1407年) の画家兼従者であった。オルレアン公は画面下部左側に登場しているが、彼はおそらくこの絵画の依頼者であった。主題は、『新約聖書』「マタイによる福音書」26章などで語られている「受難」を前にしたイエス・キリストの「ゲツセマネの祈り」である。作品は2012年5月以来、マドリードのプラド美術館に所蔵されている。

## 背景
14世紀末から15世紀初め、ヨーロッパでは国際ゴシック様式が流行した。この様式は、イタリア美術、特にシエナ派と、フランドルやそのほかの地方の流派が融合したもので、非常に優雅で洗練された特徴を持つ。国際ゴシック様式の中心の1つであったパリの宮廷では、装飾写本が特別な意味を持っていた。同時に板絵も発達したが、それらはしばしば作者不詳であり、フランス革命中に大多数が破壊されてしまったため、ほとんど現存していない。本作のような質と重要性を持つ15世紀初頭のフランス絵画は極めて稀である。

## 作品

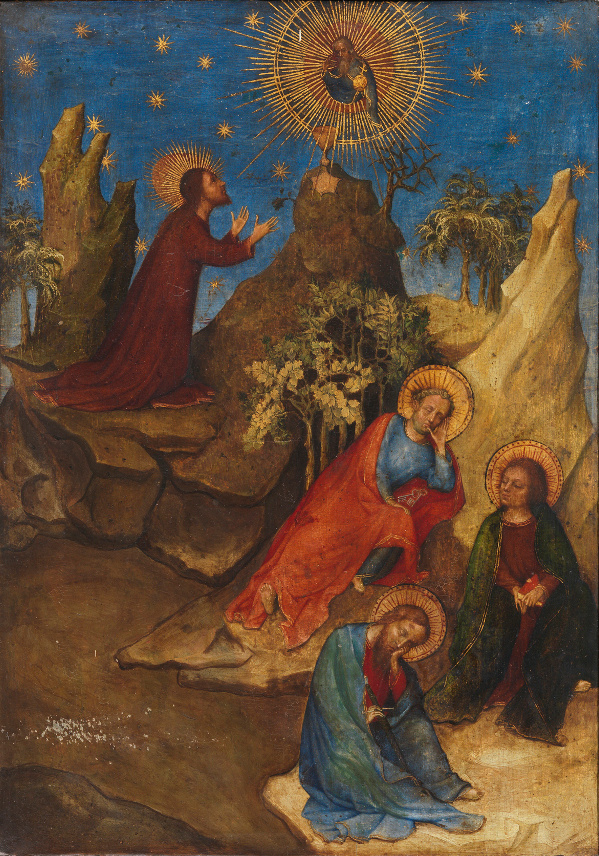
修復以前の絵画の状態

この作品が2011年にプラド美術館に寄贈された際には、画面にはキリスト (上部左側) と3人の使徒 (下部右側、上から下に聖ペテロ、聖ヨハネ、聖ヤコブ) のみが描かれていた。その後、修復され、補筆されていた下部左側の絵具の層を除去したところ、聖アグネス (左端) とともにいる絵画の依頼者オルレアン公ルイ1世の姿が発見された。
オルレアン公はシャルル5世の息子で、兄のシャルル6世が発狂した1393年から摂政を務めた。人物がオルレアン公と特定されたのは、厚地の衣服についているイラクサの葉がオルレアン公の国の通貨の1つであったためである。聖アグネスが描かれているのは、オルレアン公の父シャルル5世と妻ヴァランティーヌ・ヴィスコンティの守護聖人であるという事実で説明できるであろう。また、「ゲツセマネの祈り」やオルレアン公が持つ巻物に書かれ『旧約聖書』の「詩篇」第51篇という主題は、1407年のオルレアン公の暗殺後、妻と息子によって行われた葬儀を髣髴とさせる。
本作は国際ゴシック様式の範疇に留まるものの、奥行きや植物、空などを自然主義的な手法で表現することへの画家の意欲が見られる。これらすべてから装飾写本の進歩に精通した作者、おそらくはオルレアン公の画家であり従者であったコラール・ド・ランの作品であることを想起させる。